# 雀野日名子
雀野 日名子（すずめの ひなこ、1975年 -）は、日本のホラー作家、怪談作家。
石川県生まれ。福井県・大阪府育ち。福井県立高志高等学校、大阪外国語大学（現大阪大学外国語学部）卒業。東京都在住。
2006年、「機械じかけのアン・シャーリィ」でジャイブ小説大賞入選（すずめの日名子名義）。2007年に「あちん」で『幽』怪談文学賞短編部門大賞を受賞し、08年に同作でデビュー。2008年、「トンコ」で第15回日本ホラー小説大賞短編賞受賞。選考委員の林真理子氏は「『トンコ』は純文学雑誌に出しても高評価を得たはず」と評価した。2009年、第10回げんでん芸術新人賞受賞。2013年、福井県文化奨励賞受賞。
「報道されない（できない）現実を目にすることが増えるばかり。諸規制のある小説では書けない、でも知ってほしい」との思いから、別名義でのネット執筆活動へと移行した（別名義は共同作業者の意向により非公表）
小説企画に協力する際には旧筆名を使うことがある。

## 人物
- 趣味はクロスバイク。
- 日本テディベア協会会員。ジャパンテディベア会員。
- 新旧ミニシアター系作品、B級Z級作品を中心に年間300本程度を鑑賞する映画好きでもある。
- 「あちん」が福井県を舞台とした作品であったため、2008年に福井ブランド大使に任命された。
- 「トンコ」は2009年度1月号の「ダ・ヴィンチ」で絶対はずさないプラチナ本に選ばれた。[10]
- 小説家になった時、男親に「物書き稼業なんかで、親を食わせていけるつもりか！」と、一晩中罵られて殴られた。[11]
- 怪談、ホラー作家であるが怖いものが苦手。その点を意識しながら怪談やホラーの苦手な読み手にこそ読んでもらいたいと執筆活動を行ってきた。
- 福井県を題材にした作品も多いが、「表向きユートピアを装っているディストピア」として批判的な視点から描くことも多かった[12]。
- デビュー以来、ずっと「不安」についての物語を書き継いでいる。我々の生活をとりまく不安や葛藤といったものの核にあるものを大きなモチーフとして追求してきた[13]。

## 著書

### 単著
- あちん（2008年5月、幽ブックス 2013年6月、MF文庫ダ・ヴィンチ）
- トンコ（2008年10月、角川ホラー文庫）
- チャリオ（2009年9月、角川ホラー文庫）
- 太陽おばば（2011年2月、双葉社 2013年12月、双葉文庫）
- 山本くんの怪難 北陸魔境勤労記（2011年2月、MF文庫ダ・ヴィンチ）
- 終末の鳥人間（2012年7月、光文社 2015年10月、光文社文庫）
- 幸せすぎるおんなたち（2013年8月、講談社）
- 週末の鳥人間（2015年11月、光文社）
- 笑う赤おに（2016年2月、双葉社）
- かぐや姫、物語を書きかえろ(2021年11月、The Appleseed Agency Ltd.企画・河出書房新社)

### 共著
- 怪談列島ニッポン 書き下ろし諸国奇談競作集（2009年2月、MF文庫ダ・ヴィンチ） 「きたぐに母子歌」
- きみが見つける物語 こわ～い話編（2009年8月、角川文庫） 「そんび団地」
- 怪しき我が家 家の怪談競作集（2011年2月、MF文庫ダ・ヴィンチ） 「母とクロチョロ」
- 異形コレクション 物語のルミナリエ（2011年12月、光文社文庫） 「下魚」
- 怪獣文藝（2013年3月、幽ブックス) 「中古獣カラゴラン」
- 本をめぐる物語 栞は夢を見る（2014年3月、角川文庫） 「僕たちの焚書まつり」
- 異形コレクション 秘密（2021年6月、光文社文庫） 「生簀の女王」
- 日本ホラー小説大賞《短編賞》集成2 (角川ホラー文庫)

### 海外翻訳された著書
- あちん อาจิณ（LUCKPIM PUBLISHING CO.,LTD）

### ノベライズ
- シャッター (メディアファクトリー)
- ローカル線ガールズ（メディアファクトリー・取材原稿化）※別筆名
- パパにさよならできるまで (メディアファクトリー)※別筆名

### 単行本未収録作品
- 「枕木嘔吐」（新潮社「小説新潮」・新潮ケータイ文庫DXにて配信）